# Vultures (пісня)
«Vultures» — дебютний сингл американської хіп-хоп супергрупи ¥$, до складу якої входять репер Каньє Вест і співак Ty Dolla Sign, за участю реперів Bump J і Lil Durk. Це провідний сингл і заголовний трек із спільного альбому дуету Vultures 1, випущений самостійно 22 листопада 2023 року.

## Передісторія
23 жовтня 2023 року Ty Dolla Sign анонсував свій спільний альбом із Каньє Вестом під умовною назвою ¥$ разом із оголошенням про вечірки для прослуховування. Однак події врешті-решт не відбулися. Перед релізом в Інтернеті з’явився фрагмент пісні. Пізніше DJ Pharris анонсував цю пісню для попереднього перегляду в його радіошоу WPWX Power 92 Chicago. Спочатку композиція була випущена 18 листопада 2023 року після її дебюту на Power 92 Chicago напередодні ввечері. Однак незабаром пісню було видалено з сервісів потокового передавання, а 22 числа її було перевипущено ширше, без Lil Durk. Після негативної реакції шанувальників на його усунення, версія пісні за участю Lil Durk була знову випущена 23 листопада 2023 року.

## Критика
Майкл Сапонара з Billboard назвав «Vultures» шостою найкращою піснею на Vultures 1. Він написав, що Вест «вийшов із воріт, палаючи зброєю», після того, як націлився на своїх критиків і «розпалив свою антисемітську контроверсію». Variety назвав її другою найгіршою піснею 2023 року, вказавши причиною цього рядок про антисемітизм.
Пишучи для Evening Standard, Ел Хант написав, що «Vultures» — це «перепродюсована та бліда імітація необробленого звучання трепу, який він удосконалив на Yeezus 2013 року». Він також заявив, що трек «спроби викликати обурення є загалом однозначними та невигадливими».

## Контроверсії
«Vultures» містить текст про попередні антисемітські коментарі Каньє Веста:
«Який я антисеміт? Я щойно виїбав єврейську суку».
Після випуску пісні текст піддався різкій критиці ЗМІ, які вважали рядок антисемітським. Через кілька днів з’явилося відео, на якому Вест і Кріс Браун разом танцюють і сміються під пісню на вечірці в Дубаї, що також викликало негативну реакцію. Пізніше Браун заявив: «Я ні в якому разі не є антисемітом! (...) Я за життя і створюю музику для всього світу».
Інші тексти пісні згадують бійню в середній школі Колумбайн та її винуватців, що також викликало критику з боку засобів масової інформації.

Також пісня містить рядки Ty Dolla Sign:
«Вона хоче, щоб я поклав трохи коксу їй у дупу, фу, вона росіянка, я трахнув її пизду за Україну».

## Інші версії та музичне відео
25 січня 2024 року Каньє Вест опублікував в Instagram відео під назвою «Vultures Havoc Version», яке містить ремікс пісні «Vultures», створений репером і продюсером Havoc з гурту Mobb Deep. 8 лютого 2024 року Вест опублікував повну пісню та музичне відео в Instagram, а пізніше на YouTube. Музичне відео, зняте Джоном Рафманом, містить генеративний штучний інтелект.
Через кілька годин в Instagram було опубліковано музичний кліп на оригінальну версію під назвою «Vultures» (Juice Version), режисерами якого виступили Аус Онда та сам Каньє Вест.

## Чарти

### Щотижневі чарти
| Чарт (2023)                                    | Пікова позиція |
| ---------------------------------------------- | -------------- |
| Canada (Canadian Hot 100)                      | 83             |
| New Zealand Hot Singles (RMNZ)                 | 9              |
| UK Indie (OCC)                                 | 36             |
| США Bubbling Under Hot 100 Singles (Billboard) | 8              |
| US Hot R&B/Hip-Hop Songs                       | 38             |

| Чарт (2024)                             | Пікова позиція |
| --------------------------------------- | -------------- |
| Australia (ARIA)                        | 95             |
| Australia Hip Hop/R&B (ARIA)            | 29             |
| Канада (Canadian Hot 100)               | 24             |
| Billboard Global 200                    | 27             |
| Iceland (Plötutíðindi)                  | 27             |
| Lithuania (AGATA)                       | 59             |
| New Zealand (Recorded Music NZ)         | 39             |
| Poland (Polish Streaming Top 100)       | 77             |
| Словаччина (Singles Digitál Top 100)    | 49             |
| Sweden (Sverigetopplistan)              | 83             |
| Велика Британія (UK R&B Chart)          | 11             |
| Велика Британія (UK Indie Chart)        | 7              |
| UK Streaming (OCC)                      | 50             |
| США (Billboard Hot 100)                 | 34             |
| США (Hot R&B/Hip-Hop Songs) (Billboard) | 15             |